# باربارا نويفيرت
باربارا نويفيرت Barbara Neuwirth (ولدت في إيجنبورج في جنوب النمسا في 13 نوفمبر 1958) هي أديبة نمساوية. تتميز كتاباتها بالفانتازيا والخيال والأساطير.

## حياتها
درست باربارا نويفيرت التاريخ وعلم الشعوب البدائية, في جامعة فيينا. وعملت فترة طويلة (من 1985 حتى 1997) مراجعة في دار نشر في فيننا. وتعمل نويفيرت الآن ككاتبة حرة ومراجعة علمية في فيينا وسالتزبرج.

## أعمالها
1. في حدائق الليل (قصص خيالية 1990)
2. نهر الحياة القاتم (قصص 1992)
3. زهور التحول (قصص 1994)
4. في بيت ملكة الثلج (أقصوصة 1994)
5. القلب المسروق (أسطورة رومانسية 1998)